# Kindertheater Splinter
Kindertheater Splinter was een amateurtheatergezelschap uit Leiden dat bestond vanaf 1984. Het maakte theater voor en met kinderen van twee tot en met twaalf jaar. De leden van het gezelschap verrichtten hun theaterwerkzaamheden in hun vrije tijd. Per seizoen werden gemiddeld 15 tot 20 voorstellingen gegeven in basisscholen, peuterspeelzalen, sportverenigingen, ziekenhuizen, bibliotheken, bedrijven en buurthuizen. Alle producties werden in eigen beheer ontwikkeld.
Vanaf 1987 was Kindertheater Splinter een stichting. De stichting stelde zich ten doel een betaalbare vorm van kindertheater te brengen voor kleinere en grotere organisaties, waarbij cultuuroverdracht en een educatieve boodschap een voorname rol speelden.
De producties werden op verzoek opgevoerd en vanaf 1984 werden honderden voorstellingen gegeven.
Kindertheater Splinter werd in de beginjaren gevormd door Willem Overduin, Rene Moorman en Elwin Mentink, aangevuld met diverse acteurs. Hierbij nam Overduin de liedjes en muziek voor zijn rekening en Moorman en Mentink zorgden voor de verhalen en teksten.
In 1986 volgden Ruud de Wekker en Nan Verburg als acteurs, in 1990 Leonie van Dijk. In 1990 vertrok Moorman. Toen Overduin in 1994 ervoor koos zijn eigen theatergroep te starten, werd zijn plaats (pas in 2000) ingenomen door de componiste Karin Klebe.
Tot de acteurs die vanaf 1985 in de theatergroep speelden, behoorden Ariane Hendriks, Angelique van Haeften, Christine Moleveld, Francois, Ed van der Meijs, Aad Verboon en Keja Kwestro. 

## Producties
- Buitenbeentje, 1985
- Zus en Zo, 1987
- Een wereld van verschil, 1987
- Pas op voor de oppas!, 1988
- Zonder Staartje, 1989
- Vooroordelen!, 1989
- Poppen aan het dansen, 1991
- Anders=Gewoon, 1991
- Vriendjes, 1994
- Het geheim van nummer 7, 1997
- Wie Wat Waar, 2000 (cd-presentatie)
- Heksentoeren, 2000
- Trossen Los!, 2002
- SSst!, 2004
- SSst, 2007 (cd-presentatie)

## Geluidsdragers
- Buitenbeentje met 10 liedjes (1991, cassetteband)
- Vriendjes met 10 liedjes (1995, cassetteband)
- Wie Wat Waar met 20 theaterliedjes waarvan 3 teksten geschreven door kinderen (1999, cd)
- SStt met 10 theaterliedjes (2007, cd)